# Unione Sportiva Alessandria Calcio 1992-1993
Questa pagina raccoglie i dati riguardanti l'Unione Sportiva Alessandria Calcio nelle competizioni ufficiali della stagione 1992-1993.

## Stagione
Nella stagione 1992-1993 l'Unione Sportiva Alessandria Calciò disputò il sesto campionato di Serie C1 della sua storia.

## Divise e sponsor
Il fornitore ufficiale di materiale tecnico per la stagione 1992-93 fu Kappa, mentre lo sponsor di maglia fu ERG.
| 1ª divisa | 2ª divisa |

## Organigramma societario
Area direttiva
- Presidente: Edoardo Vitale Cesa
- Direttore generale: Renato Zaccarelli

Area organizzativa
- Segretario: Gianfranco Coscia

Area tecnica
- Allenatore: Giuseppe Sabadini, poi dal 16 novembre 1992 Ferruccio Mazzola[2]
- Allenatore in 2ª: Giorgio Roselli

Area sanitaria
- Medico sociale: Guido Ferraris
- Consulente sanitario: Luigi Mazza
- Massaggiatore: Vincenzo Pescolla

## Rosa
| N. |                   | Ruolo | Calciatore               |
| -- | ----------------- | ----- | ------------------------ |
|    | Italia (bandiera) | P     | Graziano Battistini      |
|    | Italia (bandiera) | P     | Alessandro D'Amico       |
|    | Italia (bandiera) | D     | Valerio Bertotto         |
|    | Italia (bandiera) | D     | Fabio Bonadei            |
|    | Italia (bandiera) | D     | Luca Chiappino           |
|    | Italia (bandiera) | D     | Alessandro Lenisa        |
|    | Italia (bandiera) | D     | Emiliano Maddè           |
|    | Italia (bandiera) | D     | Romano Francesco Maurino |
|    | Italia (bandiera) | D     | Lorenzo Mezzetti         |
|    | Italia (bandiera) | D     | Paolo Siroti             |
|    | Italia (bandiera) | D     | Devis Tonini             |
|    | Italia (bandiera) | C     | Salvatore Avallone       |
|    | Italia (bandiera) | C     | Luca Caricari            |

| N. |                   | Ruolo | Calciatore         |
| -- | ----------------- | ----- | ------------------ |
|    | Italia (bandiera) | C     | Oreste Didonè      |
|    | Italia (bandiera) | C     | Fabio Gallo        |
|    | Italia (bandiera) | C     | Fabrizio Gargioni  |
|    | Italia (bandiera) | C     | Antonio Isoldi     |
|    | Italia (bandiera) | C     | Paolo Perugi       |
|    | Italia (bandiera) | C     | Antonio Sabato     |
|    | Italia (bandiera) | C     | Maurizio Tuminia   |
|    | Italia (bandiera) | C     | Andrea Zanuttig    |
|    | Italia (bandiera) | A     | Matteo Albasi      |
|    | Italia (bandiera) | A     | Giuseppe Alfano    |
|    | Italia (bandiera) | A     | Giacomo Banchelli  |
|    | Italia (bandiera) | A     | Gianfranco Serioli |
|    | Italia (bandiera) | A     | Igor Zaniolo       |

## Risultati

### Serie C1

#### Girone d'andata
| Alessandria 30 agosto 1992 1ª giornata | Alessandria               | 0 – 0 | Pro Sesto | Stadio Giuseppe Moccagatta\| Arbitro: \| Zuccolini (Reggio Emilia) \| |
| Arbitro:                               | Zuccolini (Reggio Emilia) |       |           |                                                                       |

| Arbitro: | M. Branzoni (Pavia) |

|                                                             |           |                                      |
| Labardi 29’ (rig.), 68’ Bressi 50’ Milanese 56’ Mezzini 85’ | Marcatori | 45’ Maddè 75’ Banchelli 90’ Gargioni |

| Arbitro: | Casaluci (Lecce) |

|            |           |            |
| Tonini 28’ | Marcatori | 64’ Romiti |

| Arbitro: | Longo (Paola) |

|            |           |  |
| Crotti 51’ | Marcatori |  |

| Alessandria 27 settembre 1992 5ª giornata | Alessandria                    | 0 – 0 | Siena | Stadio Giuseppe Moccagatta\| Arbitro: \| Bizzotto (Castelfranco Veneto) \| |
| Arbitro:                                  | Bizzotto (Castelfranco Veneto) |       |       |                                                                            |

| Arbitro: | Bertocci (Genova) |

|                 |           |  |
| Fiorio 28’, 65’ | Marcatori |  |

| Arbitro: | Nepi (Ascoli Piceno) |

|                          |           |              |
| Serioli 6’ Banchelli 73’ | Marcatori | 25’ Perrotti |

| Arbitro: | Serena (Bassano del Grappa) |

|           |           |             |
| Biagi 68’ | Marcatori | 72’ Serioli |

| Alessandria 1º novembre 1992 9ª giornata | Alessandria        | 0 – 0 | Leffe | Stadio Giuseppe Moccagatta\| Arbitro: \| Gambino (Barletta) \| |
| Arbitro:                                 | Gambino (Barletta) |       |       |                                                                |

| Arbitro: | Giove (Bari) |

|                          |           |  |
| Rossini 1’ Carpineta 40’ | Marcatori |  |

| Arbitro: | Bazzi (Modena) |

|                      |           |           |
| R. Gori 8’ Curti 61’ | Marcatori | 19’ Maddè |

| Arbitro: | Messina (Bergamo) |

|                          |           |  |
| Banchelli 20’ Perugi 66’ | Marcatori |  |

| Arbitro: | Freddi (Sassari) |

|                        |           |  |
| Turchi 67’ Martini 69’ | Marcatori |  |

| Alessandria 6 dicembre 1992 14ª giornata | Alessandria               | 0 – 0 | Como | Stadio Giuseppe Moccagatta\| Arbitro: \| Misticoni (Ascoli Piceno) \| |
| Arbitro:                                 | Misticoni (Ascoli Piceno) |       |      |                                                                       |

| Arbitro: | De Prisco (Nocera Inferiore) |

|              |           |  |
| Zanuttig 80’ | Marcatori |  |

| Arezzo 20 dicembre 1992 16ª giornata | Arezzo                    | 0 – 0 | Alessandria | Stadio Comunale\| Arbitro: \| Zuccolini (Reggio Emilia) \| |
| Arbitro:                             | Zuccolini (Reggio Emilia) |       |             |                                                            |

| Arbitro: | Contente (Salerno) |

|                                       |           |            |
| Serioli 62’ (rig.), 85’ Banchelli 80’ | Marcatori | 8’ Murgita |

#### Girone di ritorno
| Sesto San Giovanni 23 gennaio 1993 18ª giornata | Pro Sesto           | 0 – 0 | Alessandria | Stadio Breda\| Arbitro: \| Di Filippo (Chieti) \| |
| Arbitro:                                        | Di Filippo (Chieti) |       |             |                                                   |

| Alessandria 31 gennaio 1993 19ª giornata | Alessandria          | 0 – 0 | Triestina | Stadio Giuseppe Moccagatta\| Arbitro: \| Siciliano (Brindisi) \| |
| Arbitro:                                 | Siciliano (Brindisi) |       |           |                                                                  |

| Arbitro: | Cosi (Firenze) |

|                    |           |               |
| Bonadei 29’ (aut.) | Marcatori | 80’ Banchelli |

| Alessandria 14 febbraio 1993 21ª giornata | Alessandria       | 0 – 0 | Palazzolo | Stadio Giuseppe Moccagatta\| Arbitro: \| Capraro (Cassino) \| |
| Arbitro:                                  | Capraro (Cassino) |       |           |                                                               |

| Arbitro: | Capozzi (Vicenza) |

|             |           |               |
| Carboni 15’ | Marcatori | 18’ Banchelli |

| Arbitro: | De Prisco (Nocera Inferiore) |

|                    |           |                                   |
| Banchelli 35’, 68’ | Marcatori | 44’ (rig.) L. Rossi 57’ Francioso |

| Empoli 14 marzo 1993 24ª giornata                                            | Empoli    | 2 – 1       | Alessandria | Stadio Carlo Castellani |
| \| \| \| \| \| Castelli 45’ D. Pellegrini 86’ \| Marcatori \| 67’ Zaniolo \| |           |             |             |                         |
|                                                                              |           |             |             |                         |
| Castelli 45’ D. Pellegrini 86’                                               | Marcatori | 67’ Zaniolo |             |                         |

| Arbitro: | Cardella (Torre del Greco) |

|  |           |              |
|  | Marcatori | 65’ Pasquini |

| Leffe 27 marzo 1993 26ª giornata | Leffe            | 0 – 0 | Alessandria | Stadio Carlo Martinelli\| Arbitro: \| Pizzini (Verona) \| |
| Arbitro:                         | Pizzini (Verona) |       |             |                                                           |

| Arbitro: | Di Filippo (Chieti) |

|                                        |           |  |
| Zanuttig 13’ Banchelli 50’ Serioli 84’ | Marcatori |  |

| Arbitro: | Baglioni (Prato) |

|             |           |                    |
| Serioli 64’ | Marcatori | 34’ (rig.) R. Gori |

| Arbitro: | Calvi (Milano) |

|                             |           |             |
| Amarotti 5’ Bergamaschi 71’ | Marcatori | 30’ Bonadei |

| Arbitro: | Pisacreta (Salerno) |

|                                       |           |  |
| Serioli 21’, 87’ (rig.) Banchelli 49’ | Marcatori |  |

| Como 9 maggio 1993 31ª giornata | Como               | 0 – 0 | Alessandria | Stadio Giuseppe Sinigaglia\| Arbitro: \| Apricena (Firenze) \| |
| Arbitro:                        | Apricena (Firenze) |       |             |                                                                |

| Arbitro: | Ruggiero (Nocera Inferiore) |

|              |           |             |
| Cecchini 48’ | Marcatori | 16’ Serioli |

| Alessandria 23 maggio 1993 33ª giornata | Alessandria | – Partita non disputata per l'esclusione dell'Arezzo dal campionato. | Arezzo | Stadio Giuseppe Moccagatta |

| Arbitro: | Messina (Bergamo) |

|                                      |           |                               |
| S. Mariani 13’ Murgita 62’ Gobbo 73’ | Marcatori | 26’, 72’ Banchelli 70’ Perugi |

### Coppa Italia di Serie C

#### Primo turno
| Arbitro: | Pellegatta (Collegno) |

|  |           |               |
|  | Marcatori | 84’ Banchelli |

| Arbitro: | Messina (Bergamo) |

|                           |           |             |
| Banchelli 52’ Serioli 84’ | Marcatori | 50’ Obbedio |

#### Trentaduesimi di finale
| Arbitro: | Treossi (Forlì) |

|  |           |                                      |
|  | Marcatori | 35’ Scalzo 60’ Lazzarini 73’ Acquali |

| Arbitro: | Bizzotto (Castelfranco Veneto) |

|                        |           |  |
| Scalzo 30’ Zuntini 75’ | Marcatori |  |

## Statistiche

### Statistiche di squadra
| Competizione         | Punti | In casa | In casa | In casa | In casa | In casa | In casa | In trasferta | In trasferta | In trasferta | In trasferta | In trasferta | In trasferta | Totale | Totale | Totale | Totale | Totale | Totale | DR |
| Competizione         | Punti | G       | V       | N       | P       | Gf      | Gs      | G            | V            | N            | P            | Gf           | Gs           | G      | V      | N      | P      | Gf     | Gs     | DR |
| -------------------- | ----- | ------- | ------- | ------- | ------- | ------- | ------- | ------------ | ------------ | ------------ | ------------ | ------------ | ------------ | ------ | ------ | ------ | ------ | ------ | ------ | -- |
| Serie C1             | 29    | 16      | 6       | 9       | 1       | 18      | 7       | 16           | 0            | 8            | 8            | 13           | 25           | 32     | 6      | 17     | 9      | 31     | 32     | -1 |
| Coppa Italia Serie C |       | 2       | 1       | 0       | 1       | 2       | 4       | 2            | 1            | 0            | 1            | 1            | 2            | 4      | 2      | 0      | 2      | 3      | 6      | -3 |
| Totale               |       | 18      | 7       | 9       | 2       | 20      | 11      | 18           | 1            | 8            | 9            | 14           | 27           | 36     | 8      | 17     | 11     | 34     | 38     | -4 |

### Statistiche dei giocatori
| Giocatore     | Serie C1 | Serie C1 | Coppa Italia Serie C | Coppa Italia Serie C | Totale   | Totale |
| Giocatore     | Presenze | Reti     | Presenze             | Reti                 | Presenze | Reti   |
| ------------- | -------- | -------- | -------------------- | -------------------- | -------- | ------ |
| M. Albasi     | 3        | 0        | 1                    | 0                    | 4        | 0      |
| G. Alfano     | 8        | 0        | 4                    | 0                    | 12       | 0      |
| S. Avallone   | 17       | 0        | -                    | -                    | 17       | 0      |
| G. Banchelli  | 32       | 12       | 4                    | 2                    | 36       | 14     |
| G. Battistini | 25       | -24      | 1                    | 0                    | 26       | -24    |
| V. Bertotto   | 25       | 0        | 2                    | 0                    | 27       | 0      |
| F. Bonadei    | 22       | 1        | 4                    | 0                    | 26       | 1      |
| L. Caricari   | 3        | 0        | 3                    | 0                    | 6        | 0      |
| L. Chiappino  | 1        | 0        | 2                    | 0                    | 3        | 0      |
| A. D'Amico    | 8        | -8       | 3                    | -6                   | 11       | -14    |
| O. Didonè     | 20       | 1        | 4                    | 0                    | 24       | 1      |
| M. Fotia      | -        | -        | 1                    | 0                    | 1        | 0      |
| F. Gallo      | 14       | 0        | -                    | -                    | 14       | 0      |
| F. Gargioni   | 7        | 1        | 4                    | 0                    | 11       | 1      |
| A. Isoldi     | 1        | 0        | -                    | -                    | 1        | 0      |
| A. Lenisa     | 9        | 0        | -                    | -                    | 9        | 0      |
| E. Maddè      | 23       | 1        | 4                    | 0                    | 27       | 1      |
| R.F. Maurino  | 16       | 0        | 3                    | 0                    | 19       | 0      |
| L. Mezzetti   | 6        | 0        | 3                    | 0                    | 9        | 0      |
| P. Perugi     | 24       | 2        | -                    | -                    | 24       | 2      |
| A. Sabato     | 30       | 0        | -                    | -                    | 30       | 0      |
| G. Serioli    | 28       | 10       | 4                    | 1                    | 32       | 11     |
| P. Siroti     | 19       | 0        | -                    | -                    | 19       | 0      |
| D. Tonini     | 29       | 1        | 3                    | 0                    | 32       | 1      |
| M. Tuminia    | 1        | 0        | -                    | -                    | 1        | 0      |
| M. Volpara    | -        | -        | 1                    | 0                    | 1        | 0      |
| I. Zaniolo    | 8        | 1        | -                    | -                    | 8        | 1      |
| A. Zanuttig   | 25       | 2        | 4                    | 0                    | 29       | 2      |